# Nordhäuser Zeitung

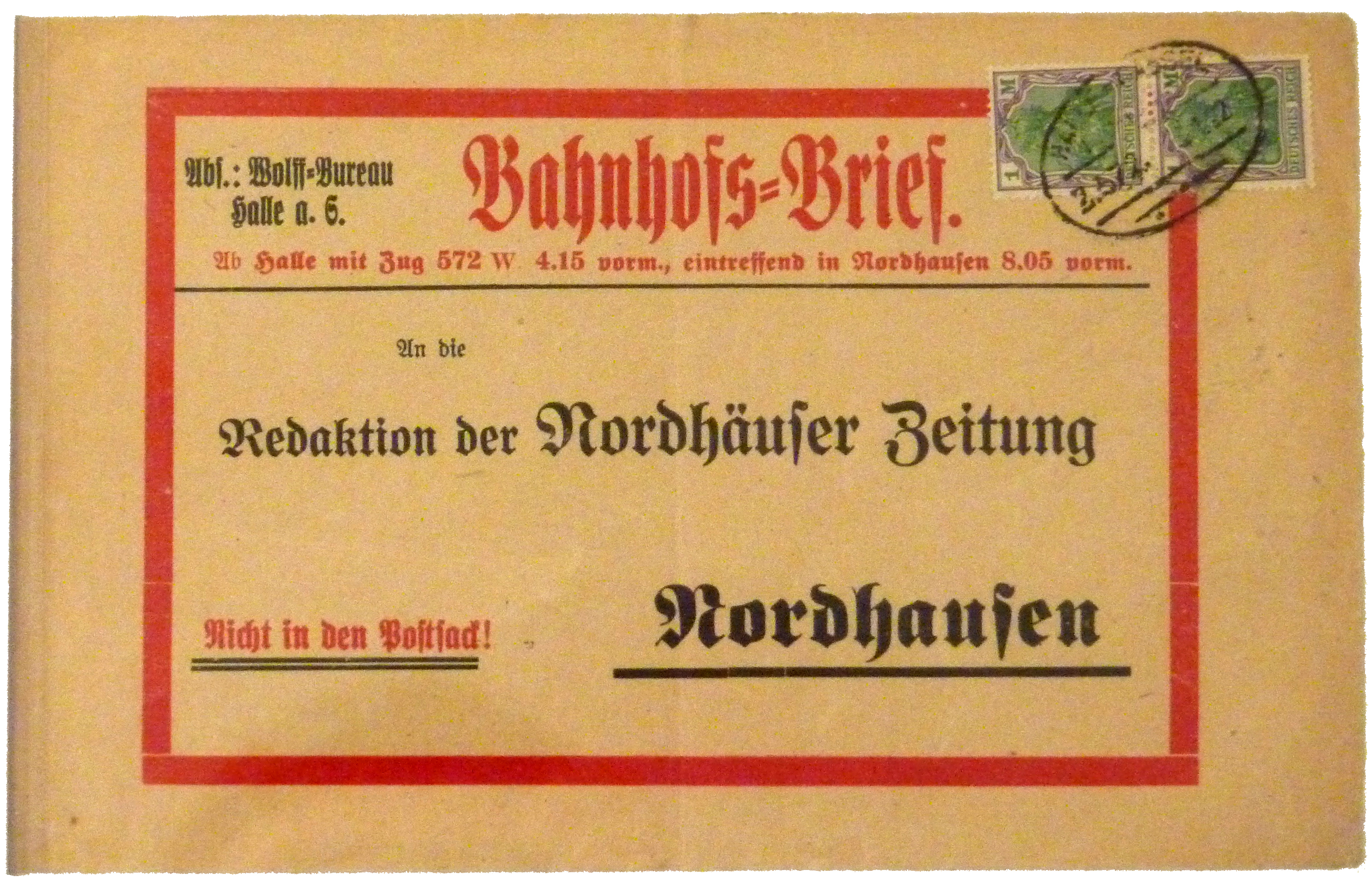
Bahnhofsbrief von Halle (Saale) nach Nordhausen an die Redaktion der Nordhäuser Zeitung. Bahnpoststempel von der Strecke: Halle–Kassel

Die Nordhäuser Zeitung wurde 1848 unter dem Namen Nordhäuser Intelligenzblatt als Organ der liberalen Demokraten in Nordhausen gegründet.

## Geschichte
Das Nordhäuser Intelligenzblatt wurde anfangs im Verlag von Johann Gottfried Müller herausgegeben und erschien zunächst dreimal wöchentlich. 1851 wurde der Name in Nordhäuser Kreis- und Intelligenz-Blatt geändert und erschien nun sechsmal pro Woche.
Unter dem Titel Nordhäuser Zeitung und Intelligenzblatt erschien das Blatt von 1879 bis 1887. Von 1888 bis 1939 erschien sie unter dem Titel Nordhäuser Zeitung mit dem Untertitel und Generalanzeiger. Ab 1889 war die Zeitung im alleinigen Besitz von Angehörigen der Familie Nebelung, die das Blatt weiterhin unter der Firma „Theodor Müller“ herausgaben. 1890 übernahm Wilhelm Nebelung, ein Enkel von Johann Gottfried Müller, die Hauptschriftleitung. In den Jahren 1936 bis 1938 absolvierte der Schriftsteller Rudolf Hagelstange bei der Zeitung eine Ausbildung zum Feuilletonredakteur.
1937 wirkte Curt Nebelung als Verlagsleiter. Die Auflage betrug in diesem Jahr 16.460 Stück. Die Zeitung erschien an sechs Tagen in der Woche, der Umfang betrug 12 Seiten und es gab Beilagen für Frauen, Kinder, die Landwirtschaft, die Nordhauser Familienblätter, Unterhaltung, den Filmspiegel, den Literaturspiegel und die Hitlerjugend. Die Reisebeilage wurde in den Monaten von Mai bis September gedruckt.
Am 1. April 1943 kam es im Zuge einer „Kräftekonzentration im Zeitungswesen“ zu einer Zwangsfusion mit der nationalsozialistischen Thüringer Gauzeitung, der Redakteur für Politik, Johannes Rathje (1879–1956), der seit 1931 dort arbeitete, wurde abgesetzt. Der neue Zeitungstitel lautete Südharzer Kurier. Der Verlag befand sich von 1848 bis 1943 am Königshof 22 bis 24 in Nordhausen. Durch die Luftangriffe auf Nordhausen im April 1945 wurde die Stadt fast komplett zerstört, auch die Gebäude des Verlages waren davon betroffen.

## Organisation der Zeitung (1937)
- Hauptschriftleiter und Leiter des Feuilletons: Theodor Nebelung[10]
- Schriftleiter für Politik und Wirtschaft: Johannes Rathje
- Lokales: Erich Traumann
- Sport und Heimat: Helmut Döltz
- Allgemeines: Fritz Daniel
- Anzeigenleiter: Rudolf Grentz

Ständige Mitarbeiter und Korrespondenten:
- Gustav Schüren[11]
- Albert Klapproth
- August Stolberg
- Richard Kossina[12]
- Jakob Peschken[13]
- Ella Runge
- Hermann Stoeckius[14]

Berlin:
- Karl Brammer
- Heinz Pauck
- Joachim Haupt
- Gerhard Wiedemeyer

Blankenburg:
- Otmar Schultheiß

## Publikationen (Auswahl)
- August Stolberg: Menschen gegen Meer-Riesen. Vor 25 Jahren auf Haifang und Waljagd. In: Nordhäuser Zeitung und General-Anzeiger. 1938.